# Bel canto (sångteknik)
Bel canto är en italiensk vokalteknik utvecklad på 1700- och 1800-talet, som betonar vacker klang och teknisk sångskicklighet. 
De viktigaste bidragen kom från den så kallade neapelskolan. Under senare tid användes tekniken av framför allt Vincenzo Bellini, Gaetano Donizetti, och Gioacchino Rossini. Den sistnämnde har utvecklat oöverträffade halsbrytande snabba koloraturer, som till exempel i Barberaren i Sevilla. Alla tre hade i flera av sina operor avancerad ensemblesång.